# ناپایداری

توپی بر رویِ بلندی، نمونه‌ای از ناپایداری است.

در سامانه‌های دینامیکی (پویا)، ناپایداری (به انگلیسی: instability) به این معنی است که برخی از خروجی‌ها یا حالت‌های داخلی با گذشت زمان و بدون محدودیت افزایش می‌یابند. همه سامانه‌هایی که پایدار نیستند، ناپایدار نیستند؛ سامانه‌ها همچنین می‌توانند تاحدودی پایدار باشند یا رفتار چرخه حدی از خود نشان دهند.
معمولاً هدفِ نظریهٔ کنترل، یافتن جواب‌های مناسبی برای اجرای جبران‌سازیِ بهینهٔ رفتارِ سامانه توسطِ کنترل‌کننده می‌باشد. به گونه‌ای که موجبِ پایداری سامانه و آرامش خروجی یا خروجی‌های آن حول یک نقطه کار و عدم نوسان خروجی‌ها حول این نقطه گردد. در بیشتر مواقع، یک دسته معادلات دیفرانسیل رابطه بین ورودی‌ها و خروجی‌های یک سامانه را تعریف می‌کنند. اگر این دسته معادلات، معادلاتی دیفرانسیل خطی با ضرایب ثابت باشند، می‌توان با محاسبه تبدیل لاپلاس آن‌ها یک تابع تبدیل که توصیف‌کننده رابطه بین ورودی و خروجی‌های سامانه است را به‌دست‌آورد.
ناپایداری جوی مولفه اصلی تمام سامانه‌های آب و هوایی روی زمین است.

## ناپایداری در سامانه‌های کنترل
در نظریه سامانه‌های دینامیکی، اگر یک متغیر حالت در یک سامانه، بدون حدومرز تکامل یابد، ناپایدار نامیده می‌شود. اگر حداقل یکی از متغیرهای حالت آن ناپایدار باشد، خود سامانه ناپایدار نامیده می‌شود.